# زمین‌لرزه‌های ۱۴۰۰ هرمزگان
زمین‌لرزه‌های ۱۴۰۰ هرمزگان یک زمین‌لرزه دوگانه بود که در ۱۴ نوامبر ۲۰۲۱ با بزرگی‌های ۶٫۰ و ۶٫۴ در مقیاس بزرگای گشتاوری روی داد. این ۲ زمین‌لرزه تنها با فاصله یک دقیقه و نیم رخ داد و باعث کشته‌شدن ۲ نفر و زخمی‌شدن بیش از ۱۰۰ نفر شد.

## زمینه زمین‌ساختی
بندرعباس از دید زمین‌ساختی در حاشیه جنوبی کمربند برخورد قاره‌ای میان صفحه اوراسیا و صفحه عربستان قرار دارد. این برخورد باعث تشکیل کوه‌های زاگرس و فلات ایران شده‌است. کمربند چین‌خورده و رانده زاگرس سامانه گسلی مهمی است که در راستای کوه‌های زاگرس کشیده شده‌است. این سامانه گسلی طی سال‌ها زمین‌لرزه‌های مخرب بسیاری را در ایران به وجود آورده‌است.

## زمین‌لرزه‌ها

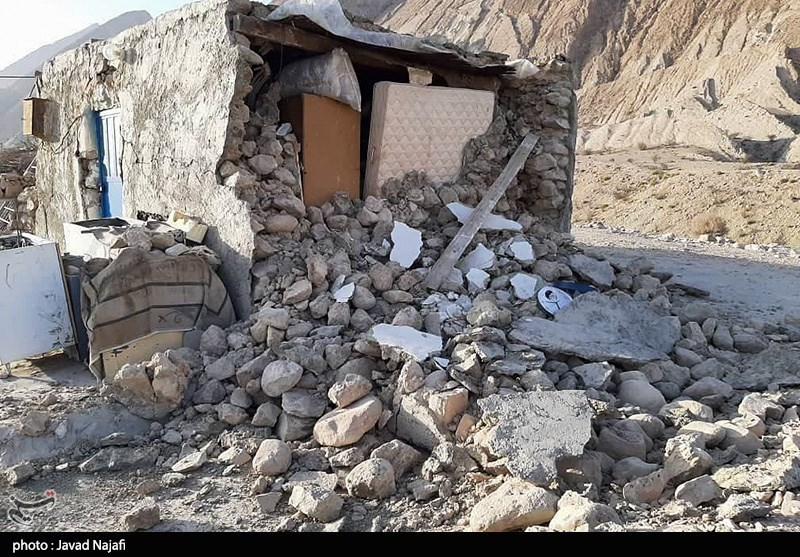
نمودی از زمین لرزه

بزرگی نخستین زمین لرزه در ابتدا ۶٫۱ اندازه‌گیری شد اما بعداً توسط سازمان زمین‌شناسی ایالات متحده به ۶٫۰ اصلاح شد. پس از یک دقیقه و نیم، زمین‌لرزه دوم رخ داد که بزرگی آن در ابتدا توسط مرکز لرزه‌نگاری ایران، ۶٫۴ اندازه‌گیری شد اما بعداً و پس از بازبینی به ۶٫۳ تغییر یافت.
این رویداد یک زمین لرزه دوگانه در نظر گرفته می‌شود زیرا دو لرزه با اندازه مشابه در یک منطقه با فاصله کمی از یکدیگر رخ داده‌است.
شدت زمین‌لرزه دوم IX (شدید و وحشت‌آور) در مقیاس شدت مرکالی بود. این زمین‌لرزه‌ها در مناطقی مانند دوبی نیز احساس شد با این حال به دلیل شدت کم لرزش در منطقه خسارت زیادی وارد نشد.